# Diego Perotti
Diego Perotti (Moreno, Buenos Aires, 1988. július 26. –) argentin labdarúgó, posztját tekintve csatár, de támadó középpályásként is bevethető volt.
A Sevillanál eltöltött hat év a legsikeresebb karrierjében. 159 tétmérkőzésen 16 gólt szerzett. Egyszeres Európa-liga, egyszeres Spanyol kupa győztes, egyszer pedig a Spanyol szuperkupa döntőjében is pályára lépett.
Az édesapja, Hugo Perotti egykori labdarúgó.

## Pályafutása
Perotti 1988. július 26-án született, a Buenos Aires tartományába tartozó Morenoban. Apai ágon olasz olasz állampolgársággal is rendelkezik.
2000 és 2002 között a Boca Juniorsban kezdete pályafutását, majd 2002 és 2006 között a Deportivo Morón utánpótlás csapatán játszott. 2006 és 2007 között a felnőttek között is bemutatkozott, összesen harmincnégy mérkőzésen öt gólt szerzett.

### Sevilla
Perotti a 2009–2009-es szezonban a B csapatba került. 2009. február 15-én csereként debütált az Espanyol otthonában 2–0-ra megnyert mérkőzésen.

### Genoa
2014. július 2-án az olasz Genoahoz írt alá, négy évre.
Augusztus 31-én a Napoli elleni mérkőzés 69.percében debütált, a csapata
2 – 1-re kikapott.

### Roma
2016. február 1-én szerződött a Serie A-ban szereplő Romahoz. A Farkasok először kölcsönben, majd végleg leigazolták.
Első gólját hat nappal később a Sampdoria elleni 2–1-re megnyert hazai mérkőzésen szerezte.
Szerződése 2019. június 30-ig szólt. 91 tétmérkőzésen 23 gólt szerzett.

### Fenerbahçe
2020. október 5-én kétéves szerződést írta a török Fenerbahçe SK klubhoz, mely további 1 éves szerződés opcióval meghosszabbodhat.

### Válogatott
2009. november 9-én debütált az
argentin válogatottban, ahol eddig kétszer lépett pályára.

## Sikerei, díjai

### Sevilla[13]
- Európa liga győztes : 2013–2014
- Copa del Rey : 2009–2010
- Supercopa de España döntős: 2010

## Statisztikái

### Klub
2018. április 24-én frissítve.
| Klub             | Szezon           | Liga          | Liga | Kupa          | Kupa | Nemzetközi    | Nemzetközi | Összesen      | Összesen |   |
| Klub             | Szezon           | Pályára lépés | Gól  | Pályára lépés | Gól  | Pályára lépés | Gól        | Pályára lépés | Gól      |   |
| ---------------- | ---------------- | ------------- | ---- | ------------- | ---- | ------------- | ---------- | ------------- | -------- | - |
| Deportivo Morón  | 2006–2007        | 34            | 5    | 0             | 0    | 0             | 0          | 34            | 5        |   |
| Sevilla Atlético | 2007–2008        | 1             | 0    | 0             | 0    | 0             | 0          | 1             | 0        |   |
| Sevilla Atlético | 2008–2009        | 20            | 2    | 0             | 0    | 0             | 0          | 20            | 2        |   |
| Sevilla          | 2008–2009        | 14            | 1    | 0             | 0    | 0             | 0          | 14            | 1        |   |
| Sevilla          | 2009–2010        | 28            | 4    | 7             | 0    | 6             | 1          | 41            | 5        |   |
| Sevilla          | 2010–2011        | 31            | 3    | 5             | 1    | 10            | 0          | 46            | 4        |   |
| Sevilla          | 2011–2012        | 16            | 0    | 1             | 0    | 2             | 0          | 19            | 0        |   |
| Sevilla          | 2012–2013        | 18            | 0    | 2             | 1    | 0             | 0          | 20            | 1        |   |
| Sevilla          | 2013–2014        | 10            | 1    | 1             | 0    | 8             | 4          | 19            | 5        |   |
| Összesen         | Összesen         | 117           | 9    | 16            | 2    | 26            | 5          | 159           | 16       |   |
| Boca Juniors     | 2013–2014        | 2             | 0    | 0             | 0    | 0             | 0          | 2             | 0        |   |
| Genoa            | 2014–2015        | 27            | 4    | 1             | 0    | 0             | 0          | 28            | 4        |   |
| Genoa            | 2015–2016        | 16            | 1    | 1             | 0    | 0             | 0          | 17            | 1        |   |
| Összesen         | Összesen         | Összesen      | 43   | 5             | 2    | 0             | 0          | 0             | 45       | 5 |
| Roma             | 2015–2016        | 15            | 3    | 0             | 0    | 2             | 0          | 17            | 3        |   |
| Roma             | 2016–2017        | 32            | 8    | 4             | 0    | 9             | 2          | 45            | 10       |   |
| Roma             | 2017–2018        | 24            | 5    | 1             | 0    | 9             | 3          | 34            | 8        |   |
| Összesen         | Összesen         | 71            | 16   | 5             | 0    | 20            | 5          | 96            | 21       |   |
| Karrier összesen | Karrier összesen | 288           | 37   | 23            | 2    | 46            | 10         | 357           | 49       |   |

### A válogatottban
2017. november 14-én lett frissítve.
| Argentína | Argentína       | Argentína |
| Évek      | Pályára lépések | Gólok     |
| --------- | --------------- | --------- |
| 2009      | 1               | 0         |
| 2011      | 1               | 0         |
| 2017      | 2               | 0         |
| összesen  | 4               | 0         |